# Simone Giusti
Simone Giusti (Cascine di Buti, 30 giugno 1955) è un vescovo cattolico e architetto italiano, dal 18 ottobre 2007 vescovo di Livorno.

## Biografia
Nasce a Cascine di Buti, in provincia ed arcidiocesi di Pisa, il 30 giugno 1955.

### Formazione e ministero sacerdotale
Dopo la laurea in architettura, ha frequentato il seminario arcivescovile "Santa Caterina" di Pisa, dove ha completato gli studi.
Il 5 novembre 1983 è stato ordinato presbitero dall'arcivescovo Benvenuto Matteucci.
Dal 1985 al 1987 è stato assistente diocesano dell'Azione Cattolica di Pisa, direttore del pensionato universitario "Giuseppe Toniolo" di Pisa, vice-rettore del Seminario diocesano e direttore del Centro diocesano vocazionale. Nel 1987 viene chiamato a Roma, con l'incarico di assistente nazionale dell'Azione Cattolica Ragazzi, che ricoprirà fino al 1995.
Nel 1994 è stato nominato cappellano di Sua Santità.
Nel 1995 ritorna in diocesi e diventa parroco di Santo Stefano protomartire di Cascine di Buti, suo paese natale. Nel frattempo, gli viene chiesto di dirigere il Centro diocesano per l'Evangelizzazione e la Catechesi.
Nel 1998 è divenuto responsabile della Commissione regionale per la Dottrina della Fede.
Per anni è stato docente di catechetica fondamentale e catechetica speciale allo Studio Teologico Interdiocesano di Camaiore.
Diplomatosi come geometra e laureatosi in architettura all'Università di Firenze, è anche progettista di alcuni edifici sacri come la chiesa della Santa Famiglia di Cecina (LI), la chiesa di Cristo Nostra Pace a Marina di Bibbona (LI) e la chiesa Regina Pacis di Fornacette (PI).

### Ministero episcopale
Il 18 ottobre 2007 papa Benedetto XVI lo ha nominato vescovo di Livorno; succede a Diego Coletti, precedentemente nominato vescovo di Como. Il 10 novembre seguente ha ricevuto l'ordinazione episcopale, nella cattedrale di Pisa, dall'arcivescovo Alessandro Plotti, co-consacranti l'arcivescovo Giuseppe Bertello e il vescovo Diego Coletti. Il 2 dicembre ha preso possesso della diocesi.

## Stemma
Nello stemma scelto vi sono:
- il mare, che raffigura la città di Livorno e il Battesimo;
- le colline, in riferimento al territorio della diocesi di Livorno;
- la stella, simbolo del santuario della Madonna delle Grazie di Livorno.

## Genealogia episcopale
La genealogia episcopale è:
- Cardinale Scipione Rebiba
- Cardinale Giulio Antonio Santori
- Cardinale Girolamo Bernerio, O.P.
- Arcivescovo Galeazzo Sanvitale
- Cardinale Ludovico Ludovisi
- Cardinale Luigi Caetani
- Cardinale Ulderico Carpegna
- Cardinale Paluzzo Paluzzi Altieri degli Albertoni
- Papa Benedetto XIII
- Papa Benedetto XIV
- Papa Clemente XIII
- Cardinale Enrico Benedetto Stuart
- Papa Leone XII
- Cardinale Chiarissimo Falconieri Mellini
- Cardinale Camillo Di Pietro
- Cardinale Mieczysław Halka Ledóchowski
- Cardinale Jan Maurycy Paweł Puzyna de Kosielsko
- Arcivescovo Józef Bilczewski
- Arcivescovo Bolesław Twardowski
- Arcivescovo Eugeniusz Baziak
- Papa Giovanni Paolo II
- Arcivescovo Alessandro Plotti
- Vescovo Simone Giusti